# Rio Wieprz
Wieprz é um rio na região central-leste da Polônia, um afluente do rio Vístula, com um comprimento de 348,9 quilômetros (é o nono rio mais longo da Polônia) e com uma bacia hidrográfica de 10.415 km² (todo na Polônia).

## Cidades
- Krasnobród
- Zwierzyniec
- Szczebrzeszyn
- Krasnystaw
- Łęczna
- Lubartów
- Dęblin